# От глупав по-глупав
„От глупав по-глупав“ (на английски: Dumb and Dumber) е комедия, производство на САЩ, в който участват Джим Кери и Джеф Даниълс; проследено е пътуването през страната на Лойд Кристмас и Хари Дън – двама приятели, които са добродушни, но с недостатъчни схватливост и съобразителност.